# Gheorghe Pastia

Gheorghe Pastia

Gheorghe Pastia (n. 1848, Focșani – d. 1929, Focșani) a fost un filantrop român care a realizat, prin donarea întregii sale averi, două instituții de cultură din orașul Focșani: Teatrul Municipal „Maior Gheorghe Pastia” și Ateneul Popular „Maior Gheorghe Pastia”.

## Biografie
Gheorghe Pastia s-a născut în 1848, tatăl său Tache Pastia, cunoscut de focșăneni sub numele de „Cap bun", fiind un mare proprietar agricol, moșia familială întinzându-se pe dealurile dintre comuna Urechești și râul Milcov.
Gheorghe Pastia îmbrățișează cariera armelor urmând cursurile Școlii Militare. Locotenentul Pastia participă la Războiul de Independență fiind la comanda Companiei I din Regimentul 5 de Linie. Vitejia de care a dat dovadă a fost răsplătită cu numeroase ordine și medalii românești și rusești.
Renunță la cariera militară în 1886 și se întoarce în Vrancea pentru a se ocupa de moșia familială. Aderă la Partidul Conservator și ocupă funcții importante: trei ani subprefect de Râmnicu-Sărat, senator de Râmnicu-Sărat în perioada cât Lascăr Catargiu a fost prim-mistru și din 1911 deputat.
Prin actul stabilit la 3 martie 1908 Gheorghe Pastia donează 300.000 lei pentru construirea unui teatru, terenul necesar construcției trebuind să fie pus la dispozitie gratuit de orașul Focșani, punând drept condiție ca teatrul să poarte veșnic inscripția Teatrul „Maior Gheorghe Pastia”. Cheltuieli de construcție și amenajare se vor dovedi însă cu mult mai mari decât cele prevăzute inițial, astfel că în timp Gheorghe Pastia va dona noi sume de bani, valoarea totală a donației ridicându-se la 570.000 de lei. Teatrul a fost inaugurat în anul 1913 și a funcționat până în 1987. Lucrări de consolidare și restaurare au fost realizate după 2000, teatrul fiind redeschis pentru public în ianuarie 2004.

## Decorații
Pe front:
- Steaua României cu Gradul de Cavaler
- Medalia Virtutea Militară Clasa de Aur
- Crucea Trecerea Dunării
- Ordinul „Sfânta Ana” imperial rus de clasa a 3-a

După război :
- Ordinul Coroana României cu gradul de Mare Ofițer
- Steaua României cu gradul de Comandor

## In memoriam
În 2004 a fost dezvelit bustul maiorului Gheorghe Pastia, realizat în bronz, operă a sculptorului Gabriel Tăicuțu, amplasată pe esplanada din fața Teatrului Municipal din Focșani.